# Dmitrijs Hmizs
Dmitrijs Hmizs (Liepāja, 31 luglio 1992) è un ex calciatore lettone, di ruolo centrocampista.

## Carriera
Cresciuto nelle giovanili del Metalurgs Liepāja, nel 2010 ha esordito in 1. Līga, la seconda serie, con la formazione riserve. Il 2 aprile 2011 esordì in Virsliga nella partita contro l'Olimps Rīga valida per la prima giornata, entrando al posto di Tomas Tamosauskas. Per il resto della stagione giocò prevalentemente con la formazione riserve in 1. Līga, totalizzando appena cinque presenze in prima squadra. Dalla stagione successiva conquistò sempre più spazio in prima squadra e il 12 luglio 2012 ebbe la possibilità di esordire nelle coppe europee, entrando nei minuti finali della gara contro il La Fiorita valido per il ritorno del primo turno preliminare di UEFA Europa League 2012-2013 al posto di Valerijs Afanasjevs. Il 29 marzo 2013 siglò la sua prima rete nella Virsliga, nella gara contro il Metta/LU valido per la prima giornata di campionato in cui fornì a Davis Ikaunieks anche l'assiste per il definitivo 4-0.
Con il fallimento del suo club ad inizio 2014 trovò ingaggio nello Spartaks Jūrmala; già a metà stagione, però, si trasferì al Liepāja, club che era sorto proprio sulle ceneri del Metalurgs. In cinque stagioni e mezza col nuovo club vinse il campionato 2015, la Virsligas Winter Cup 2016 e la Coppa di Lettonia 2017.
Ad inizio 2020 rimase svincolato, salvo trovare ingaggio col Super Nova nel mese di agosto dello stesso anno; fece così ritorno in 1. Līga a oltre sette anni dalla sua ultima apparizione. Disputò appena cinque incontri col Super Nova, ritirandosi a fine campionato.

### Nazionale
Tra il 2012 e il 2013 ha giocato otto gare con l'Under-21.
Ha esordito con la nazionale maggiore il 7 novembre 2017, in amichevole contro l'Arabia Saudita, entrando negli ultimi minuti al posto di Deniss Rakels. Pochi mesi dopo giocò la sua prima gara da titolare, ancora una partita amichevole, stavolta contro la Corea del Sud. Nell'arco di otto mesi disputò in tutto sei gare in nazionale, senza mettere a segno reti, ma contribuendo alla vittoria della Coppa del Baltico 2018.

## Statistiche

### Cronologia presenze e reti in nazionale
| Cronologia completa delle presenze e delle reti in nazionale ― Lettonia | Cronologia completa delle presenze e delle reti in nazionale ― Lettonia | Cronologia completa delle presenze e delle reti in nazionale ― Lettonia | Cronologia completa delle presenze e delle reti in nazionale ― Lettonia | Cronologia completa delle presenze e delle reti in nazionale ― Lettonia | Cronologia completa delle presenze e delle reti in nazionale ― Lettonia | Cronologia completa delle presenze e delle reti in nazionale ― Lettonia | Cronologia completa delle presenze e delle reti in nazionale ― Lettonia |
| Data                                                                    | Città                                                                   | In casa                                                                 | Risultato                                                               | Ospiti                                                                  | Competizione                                                            | Reti                                                                    | Note                                                                    |
| ----------------------------------------------------------------------- | ----------------------------------------------------------------------- | ----------------------------------------------------------------------- | ----------------------------------------------------------------------- | ----------------------------------------------------------------------- | ----------------------------------------------------------------------- | ----------------------------------------------------------------------- | ----------------------------------------------------------------------- |
| 7-11-2017                                                               | Oeiras                                                                  | Arabia Saudita                                                          | 2 – 0                                                                   | Lettonia                                                                | Amichevole                                                              | -                                                                       | 72’                                                                     |
| 13-11-2017                                                              | Kosovska Mitrovica                                                      | Kosovo                                                                  | 4 – 3                                                                   | Lettonia                                                                | Amichevole                                                              | -                                                                       | 70’                                                                     |
| 3-2-2018                                                                | Adalia                                                                  | Corea del Sud                                                           | 1 – 0                                                                   | Lettonia                                                                | Amichevole                                                              | -                                                                       |                                                                         |
| 22-3-2018                                                               | Marbella                                                                | Fær Øer                                                                 | 1 – 1                                                                   | Lettonia                                                                | Amichevole                                                              | -                                                                       | 52’                                                                     |
| 2-6-2018                                                                | Riga                                                                    | Lettonia                                                                | 1 – 0                                                                   | Estonia                                                                 | Coppa del Baltico 2018                                                  | -                                                                       | 84’                                                                     |
| 9-6-2018                                                                | Riga                                                                    | Lettonia                                                                | 1 – 3                                                                   | Azerbaigian                                                             | Amichevole                                                              | -                                                                       | 75’                                                                     |
| Totale                                                                  |                                                                         | Presenze                                                                | 6                                                                       |                                                                         | Reti                                                                    | 0                                                                       |                                                                         |

## Palmarès

### Club

#### Competizioni nazionali
- Campionato lettone: 1

Liepāja: 2015
- Coppa di Lettonia: 1

Liepāja: 2017
- Coppa di Lega lettone: 1

Liepāja: 2016

### Nazionale
- Coppa del Baltico: 1

2018